# Pola Negri
Pola Negri (født Barbara Apolonia Chałupiec, 3. Januar 1897 i Lipno, Kongrespolen, død 1. august 1987 i San Antonio, Texas, USA) var en polsk filmskuespiller, der blev kendt over hele verden som femme fatale i stumfilm fra 1910'erne til 1930'erne. 
Negri var uddannet balletdanser og skuespiller i Warszawa. Først medvirkede hun i tyske film, men fra 1923 kom hun til Hollywood. Hun havde få talefilmroller i 1930'erne. Hendes sidste rolle var i Walt Disney-filmen The Moon-Spinners i 1964
Pola Negri blev amerikansk statsborger i 1951. Hun udgav selvbiografien Memoirs of a Star i 1970.